# Trigonostemon reidioides
Trigonostemon reidioides är en törelväxtart som först beskrevs av Wilhelm Sulpiz Kurz, och fick sitt nu gällande namn av William Grant Craib. Trigonostemon reidioides ingår i släktet Trigonostemon och familjen törelväxter. Inga underarter finns listade i Catalogue of Life.